# 山科駅
山科駅（やましなえき）は、京都府京都市山科区にある、西日本旅客鉄道（JR西日本）・京都市交通局（京都市営地下鉄）の駅である。
本項では、同地にある京阪電気鉄道の京阪山科駅（けいはんやましなえき）についても説明する。

## 概要
JR西日本の駅には東海道本線と湖西線が乗り入れており、東海道本線を所属線としている。湖西線は路線としては当駅が終点であるが、運転系統上は全列車が東海道本線経由で京都駅あるいはそれ以西へ乗り入れている。アーバンネットワークエリアに属しており、東海道本線は「琵琶湖線」の路線愛称設定区間に含まれている。また特定都区市内制度における「京都市内」エリアに属する。駅番号は東海道本線がJR-A30、湖西線がJR-B30。
京都市交通局の駅には京都市営地下鉄東西線が乗り入れており、駅番号はT07となっている。
京阪電気鉄道の駅には京津線が乗り入れている。駅番号はOT31。
JRの駅はICOCA、地下鉄・京阪の駅はPiTaPa（スルッとKANSAI協議会）およびスルッとKANSAI対応カード・トラフィカ京カードの利用エリアに含まれており、それぞれ相互利用可能なカードにも対応している。

## 歴史

### 西日本旅客鉄道
- 1879年（明治12年）8月18日：初代駅が開業[10]。
  - 現在の山科駅から京都市外環状線を南へ約3kmにある、名神高速道路の立体交差部分の北側の側道を西へすぐの所にあった[11]。のちに旧線敷地が名神高速に転用され、起工式が行われたため、両方の記念碑が設置されている。
- 1921年（大正10年）8月1日：鉄道省東海道本線馬場駅（→膳所駅）- 京都駅間ルート変更により、大津駅（3代目）- 京都駅間に2代目駅（現駅）が開業（一般駅）[12]。旧駅は旧線と合わせ廃止。
  - 昭和初期に京阪電気鉄道が東海道本線の廃線跡を利用して新京阪線（現・阪急京都線）の西向日町駅（現・西向日駅）から支線を大津方向へ延長する計画がされ、初代山科駅付近に「勧修寺駅」の設置が予定されていた[13]。そして京阪宇治線からも六地蔵駅から奈良街道沿いに新線の建設が計画され、両方の新線が接続する地点に『山科駅』が造られる予定だった[14]。その場所は現在京阪バス山科営業所となっていて[14]、宇治線への接続ルートは新奈良街道になっている[15]。
- 1971年（昭和46年）10月1日：貨物取り扱いを廃止[3]。
- 1974年（昭和49年）7月20日：湖西線の当駅 - 近江塩津駅間が開業[16][17][18]。
- 1986年（昭和61年）11月1日：ダイヤ改正に伴い新快速の停車駅となる[19]。
- 1987年（昭和62年）4月1日：国鉄分割民営化により西日本旅客鉄道（JR西日本）の駅となる[16][20]。
- 1988年（昭和63年）3月13日：路線愛称の制定により東海道本線で「琵琶湖線」の愛称を使用開始[18]。
- 1998年（平成10年）3月22日：自動改札機を設置し、供用開始[21]。
- 2002年（平成14年）
  - 7月29日：JR京都・神戸線運行管理システム導入[22]。
  - 7月30日：駅ビル「JR山科駅NKビル」が開業[22]。
- 2003年（平成15年）11月1日：ICカード「ICOCA」の利用が可能となる[18]。
- 2005年（平成17年）3月1日：バリアフリー化工事が完成。エレベーター・エスカレーター・多目的トイレが供用開始。京都・大阪方面ホーム（下りホーム）の上屋を延長。また電光掲示板が導入され供用開始。
- 2007年（平成19年）3月18日：駅自動放送を更新。
- 2013年（平成25年）5月2日：異常時情報提供ディスプレイが供用開始。
- 2015年（平成27年）3月12日：入線警告音の見直しに伴い、接近メロディ導入[23]。
- 2018年（平成30年）
  - 3月17日：駅ナンバリングが導入される。
  - 4月14日：JR山科駅NKビルが改装され、商業施設「ビエラ山科」が開業[24]。
- 2021年（令和3年）8月1日：開業100周年を迎え、駅構内にポスターを掲示[25]。
- 2029年（令和11年）：特急はるかの発着駅を京都から山科に延伸し、それに伴いホーム・引上線を新設予定[26]。

### 京都市交通局
- 1995年（平成7年）9月20日：地下鉄東西線の山科駅の建設工事が開始される。
- 1997年（平成9年）10月12日：二条駅 - 醍醐駅間の開業に伴い[27]、駅開業[28][29]。
  - 地下鉄の駅はJR・京阪京津線との連絡のために設けられることが決まった。しかし実際には京阪京津線との接続駅の役割は隣の御陵駅が担っている。
  - またその頃に都市再開発が行われた。再開発以前は京阪線とJR線の間に京阪バス乗り場があった。現在は京阪線より南に路線バスおよびタクシー乗り場がある。同バスターミナルには京阪バス（山科・醍醐・六地蔵方面）と高速バス（東京方面）が発着する。
- 2007年（平成19年）4月1日：ICカード「PiTaPa」の利用が可能となる[30]。
- 2022年（令和4年）11月1日：改札口を無人化[31]。

### 京阪電気鉄道
- 1912年（大正元年）8月15日：京津電気軌道三条大橋 - 札ノ辻間開通時に毘沙門道駅として開業。
- 1921年（大正10年）8月13日：山科駅前駅に改称。
- 1925年（大正14年）2月1日：会社合併により(旧)京阪電気鉄道京津線の停留場となる[32]。
- 1934年（昭和9年）4月12日：駅を70ｍ京都側に移設、待避線が造られ島式ホーム2面4線の緩急接続可能駅になる[32]。
- 1943年（昭和18年）10月1日：会社合併により京阪神急行電鉄の停留場となる。
- 1949年（昭和24年）12月1日：会社分離により京阪電気鉄道の停留場となる。
- 1950年（昭和25年）9月10日：四宮駅に上り副本線(待避線)新設され、急行待避が当停留場から四宮駅に変更[33]。
- 1953年（昭和28年）4月1日：京阪山科駅に改称[32][34]。
- 1955年（昭和30年）8月20日：国鉄駅側に東改札口新設[32]。
- 1973年（昭和48年）：ホームがそれまでの島式2面4線から相対式2面2線に縮小される。
- 1977年（昭和52年）8月15日：大津線で初めて自動券売機を設置[35]。
- 1994年（平成6年）4月6日：東改札口が仮駅舎化[36]。
- 1996年（平成8年）：地下鉄東西線開業に伴う改良工事を行い、東改札口を改築、列車の4両編成化に伴いホーム有効長を延長（2両から4両）。
- 2002年（平成14年）1月15日：自動改札機の使用を開始。
- 2007年（平成19年）4月1日：ICカード「PiTaPa」の利用が可能となる。
- 2008年（平成20年）8月：医療法人より寄贈を受け、自動体外式除細動器(AED)を設置[37]。

## 駅構造

### JR西日本
ホームは築堤上にあり、地平の改札からは築堤下の通路から階段を上がる構造である。12両編成対応の島式ホーム2面4線のホームで、旅客案内上は1番のりばから4番のりばまでの番号が振られている。さらに外側にはホームのない通過線があり、運転取扱上は、1番のりばが2番線、4番のりばが5番線、さらに外側に6番線がある。各ホームには自動販売機と待合室がある。2018年には、山科駅に隣接する「JR山科駅NKビル」（JR西日本不動産開発が所有）を改装し、商業施設「ビエラ山科」として開業している。
バリアフリー化工事によりエスカレーターは階段横に設置されたが、エレベーターは改札横から一旦ホームをまたぐ跨線橋（バリアフリー工事で新設されたもの）まで上がりさらに各ホームに降りる構造となり、大きな移動を必要とする。この跨線橋の新設のため、下り向きには中継信号機が新たに設置された。この他にもバリアフリーに対応した多目的トイレが設置されている。
改札は南側に1か所設置されている。そのすぐ前に、地下鉄山科駅につながる階段の入り口と、京阪山科駅がある。
琵琶湖線の新快速と普通列車は、原則として内側線を走るため、2・3番のりば（3・4番線）を使用する。当駅に停車するすべての特急と、朝夕時間帯に外側線を走行する草津線直通列車および平日朝の新快速が1・4番のりば（2・5番線）に停車する。
湖西線の新快速・普通については、京都方面行きは1番のりば（2番線）にしか入線できないため、すべて1番のりばに停車する。堅田・近江今津・敦賀方面行きはラッシュ時に京都駅から当駅まで外側線を走行する一部列車のみが4番のりばに停車し、それ以外は3番のりばに停車する。当駅を通過する特急・貨物列車については京都方面行きは新快速・普通と同様に1番のりば（2番線）に入線したあと外側線へと発車、敦賀方面行きは外側線を走行しホームに面さない6番線を通過した後、貨物専用の別線を通って長等山トンネルへと入っていく。
直営駅で、京都駅（管理駅）の管理下にあるが、地区駅として駅長が配置されている。ただし傘下に置いている駅がなく、地区駅単独で存在している。
今後は駅構内改良工事でホームの増設と配線の変更により引上線の新設を行い、2029年（令和11年）度を目途に関空特急「はるか」を当駅始発着とする予定。地下鉄東西線沿いの観光地へのアクセスを向上させ、現在の特急はるか専用のホームを嵯峨野線（山陰本線）に充てて京都駅の混雑の解消を目指す狙いがある。工事は2025年（令和7年）度からJR西日本単独で行い、事業費は100億円規模になる見込み。

#### のりば
| のりば | 線路     | 路線                     | 行先               | 備考                                                                |
| ------ | -------- | ------------------------ | ------------------ | ------------------------------------------------------------------- |
| 1      | 下り外側 | 琵琶湖線 （ 湖西線含む） | 京都・大阪方面     | 特急と湖西線列車はすべてこのホーム                                  |
| 2      | 下り内側 | 琵琶湖線                 | 京都・大阪方面     | 米原方面からの普通・新快速の大半と、2029年から特急はるかが発着予定  |
| 3      | 上り内側 | 琵琶湖線                 | 草津・米原方面     | 原則としてこのホーム 2029年から特急はるかの当駅止まり列車が発着予定 |
| 3      | 上り内側 | 湖西線                   | 堅田・近江今津方面 | 原則としてこのホーム 2029年から特急はるかの当駅止まり列車が発着予定 |
| 4      | 上り外側 | 琵琶湖線                 | 草津・米原方面     | 一部列車                                                            |
| 4      | 上り外側 | 湖西線                   | 堅田・近江今津方面 | 一部列車                                                            |
| 5      |          |                          |                    | 2029年から供用開始予定                                              |

- 上表の路線名は当駅における旅客案内上の表記（「琵琶湖線」は愛称）で記している。
  - 当駅は「琵琶湖線」とされる区間の途中駅にあたるが、構内の案内では東海道本線上り米原方面のみ「琵琶湖線」の表記が用いられ、東海道本線下り京都・大阪方面は「JR京都線」（本来は京都駅以西がJR京都線）の表記となっている。これは、当駅 - 京都駅間では、琵琶湖線系統と湖西線系統が混在することから、便宜上直通先の名称を使うことで、同じ方向に向かう2つの系統を一まとめにしているためである。
- 下り外側からは1・2番線に、湖西線からは2番線に、下り内側からは3番線のみ進入が可能[38]。2番線からは外側内側両方へ出発できるが、1番線は外側のみ、3番線は内側のみ出発できる[38]。
- 上り外側からは5・6番線に、内側からは4番線にのみ進入できる[38]。4番線からは上り内外側に、5番線・6番線からは上り外側のみ出発[38]。なお、湖西線へは4-6番線すべてから出発が可能[38]。

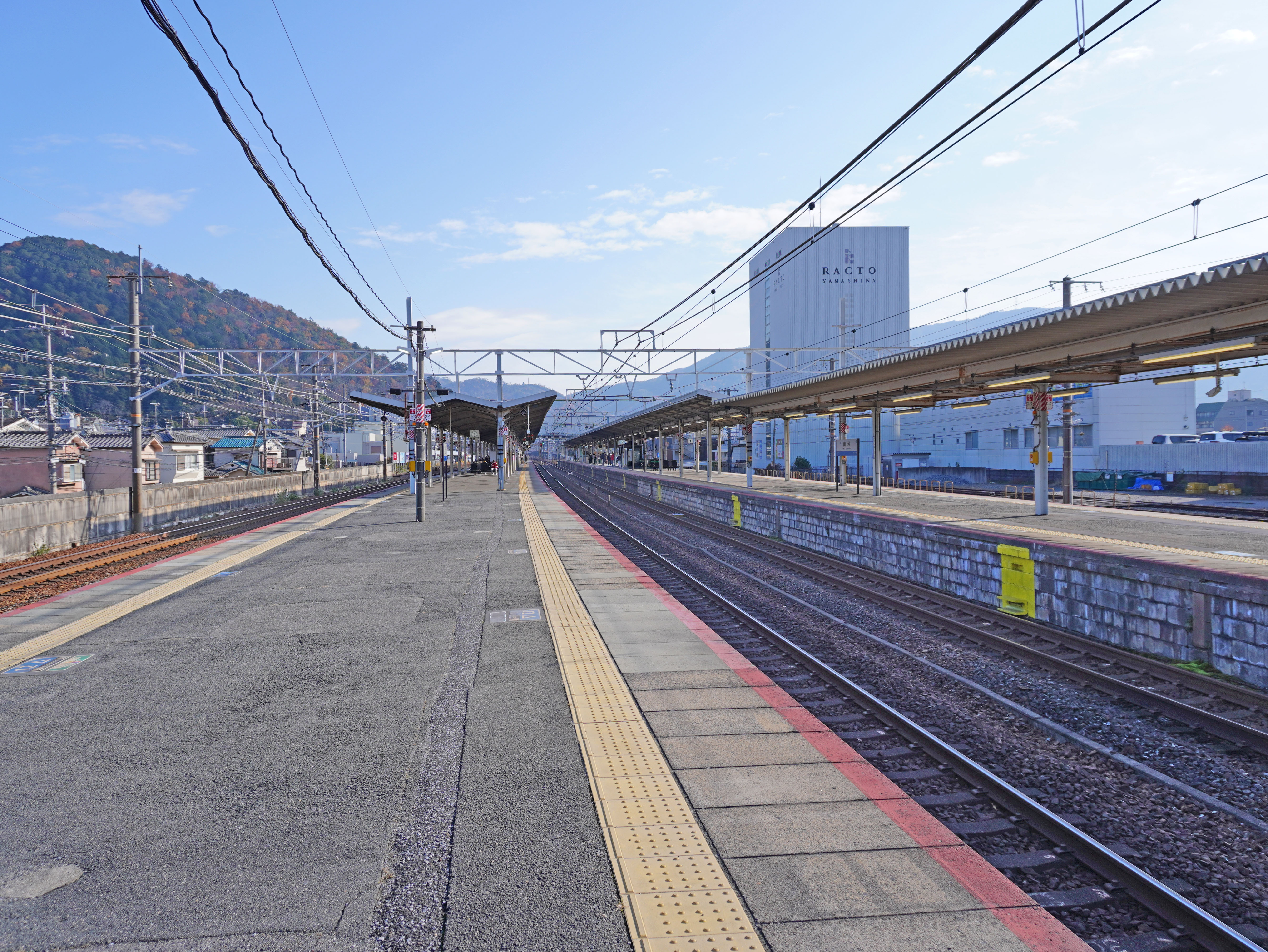
ホーム（2022年12月）
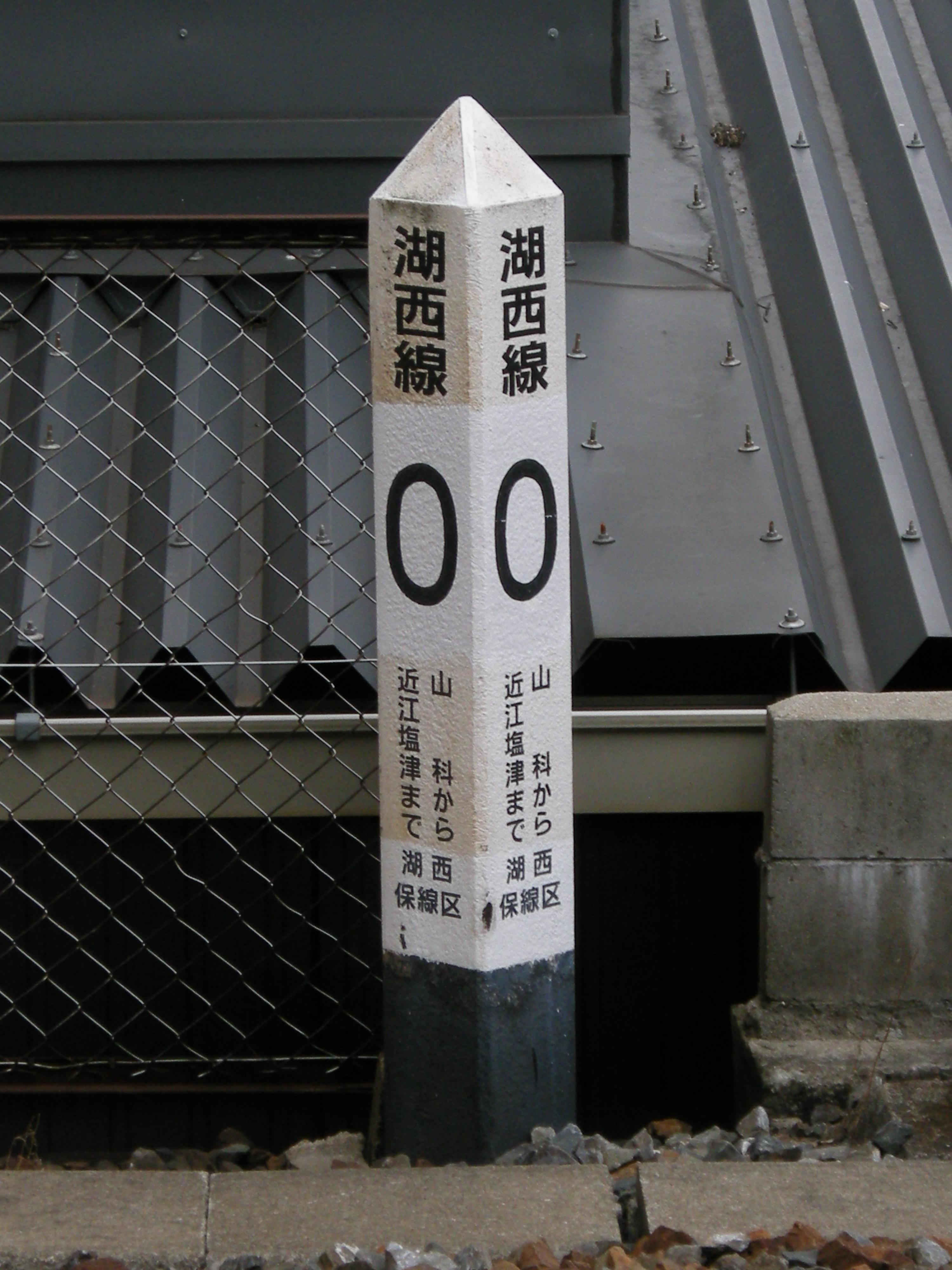
湖西線0キロポスト（2008年5月） （1番のりばのエスカレーター付近から）
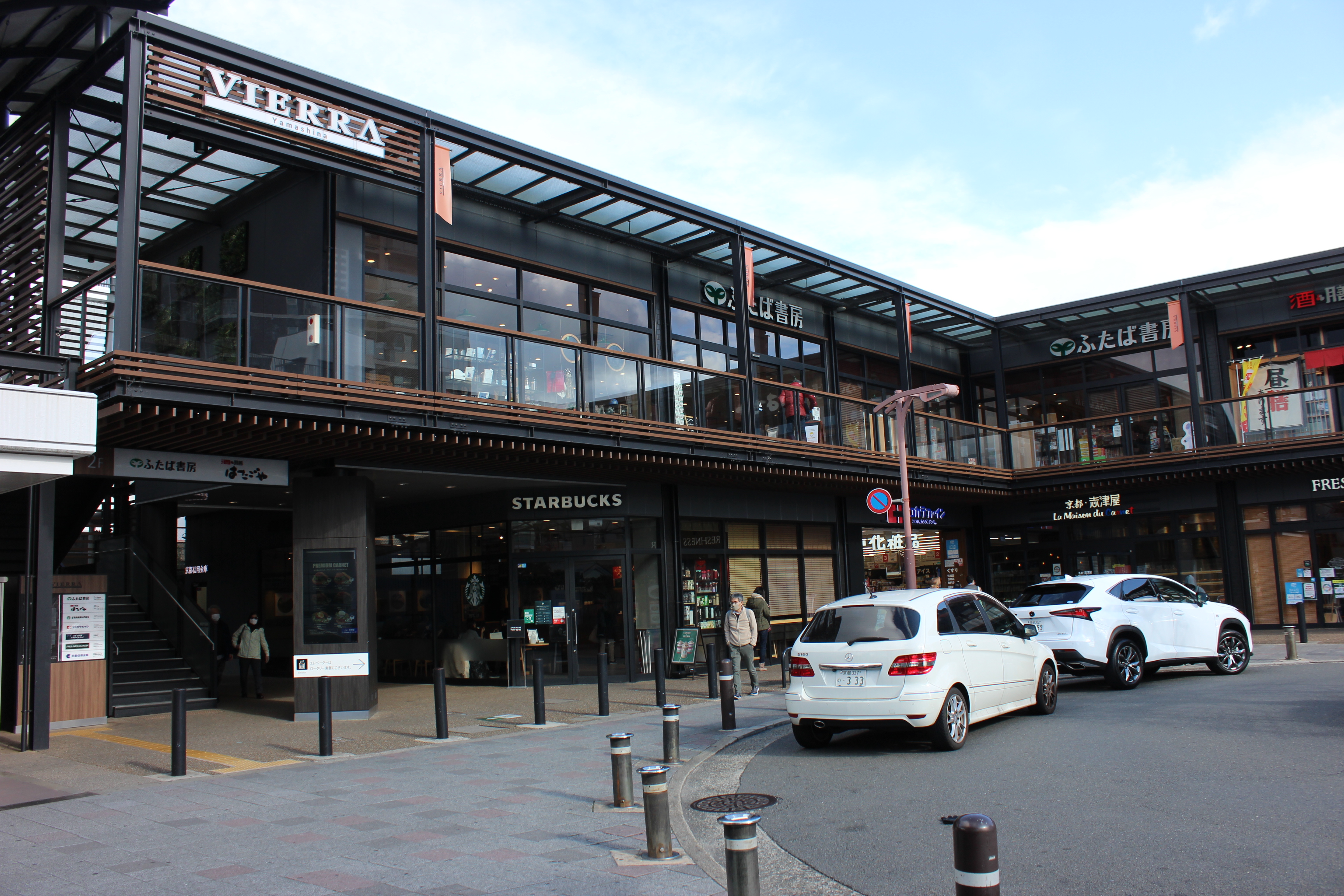
山科駅に隣接する商業施設「ビエラ山科」（2020年12月）

| ← 東海道本線 （琵琶湖線） 草津、米原、 敦賀方面 | 西日本旅客鉄道 山科駅付近の配線略図 | → 東海道本線 （琵琶湖線） 京都、大阪、 姫路方面 |
| | ↓ 湖西線 堅田、近江今津 敦賀方面    |                                                 |
| 凡例 出典:以下を参考に作成。 * 「JR西日本 東海道本線 米原-神戸間 線路配線略図」、「特集 東海道本線2」、『鉄道ファン』 第48巻1号（通巻第561号） 2008年1月号、折込、交友社、2008年 * 井上孝司 『配線略図で広がる鉄の世界 - 路線を読み解く&作る本』 ISBN 978-4-7980-2200-0、 秀和システム、2009、105頁 * JR西日本公式ホームページ JRおでかけネット - 山科駅 - 構内図 |                                     |                                                 |

### 京都市営地下鉄
京阪バスロータリーの地下辺りに位置し、スクリーンドアが設置された島式1面2線ホームを持つ。トイレは改札外5番出入口付近。地下鉄東西線の駅にはそれぞれステーションカラーが制定されており、山科駅は■藤紫である。JR駅の改札前に階段およびエスカレーターがあり、それを降りてなだらかなスロープを進むと地下鉄改札前に至る。定期券売り場がある。
なお、京阪山科駅が近接していることから、当駅から御陵駅経由の京阪京津線への連絡切符は購入できない。
関西地方の地下鉄駅で最東端である。
2014年10月には、山科駅改札外と改札内に京都市交通局が運営する駅ナカ商業施設「コトチカ山科」が開業している。

#### のりば
| のりば | 路線   | 方向 | 行先                     |
| ------ | ------ | ---- | ------------------------ |
| 1      | 東西線 | 下り | 烏丸御池・太秦天神川方面 |
| 2      | 東西線 | 上り | 醍醐・六地蔵方面         |

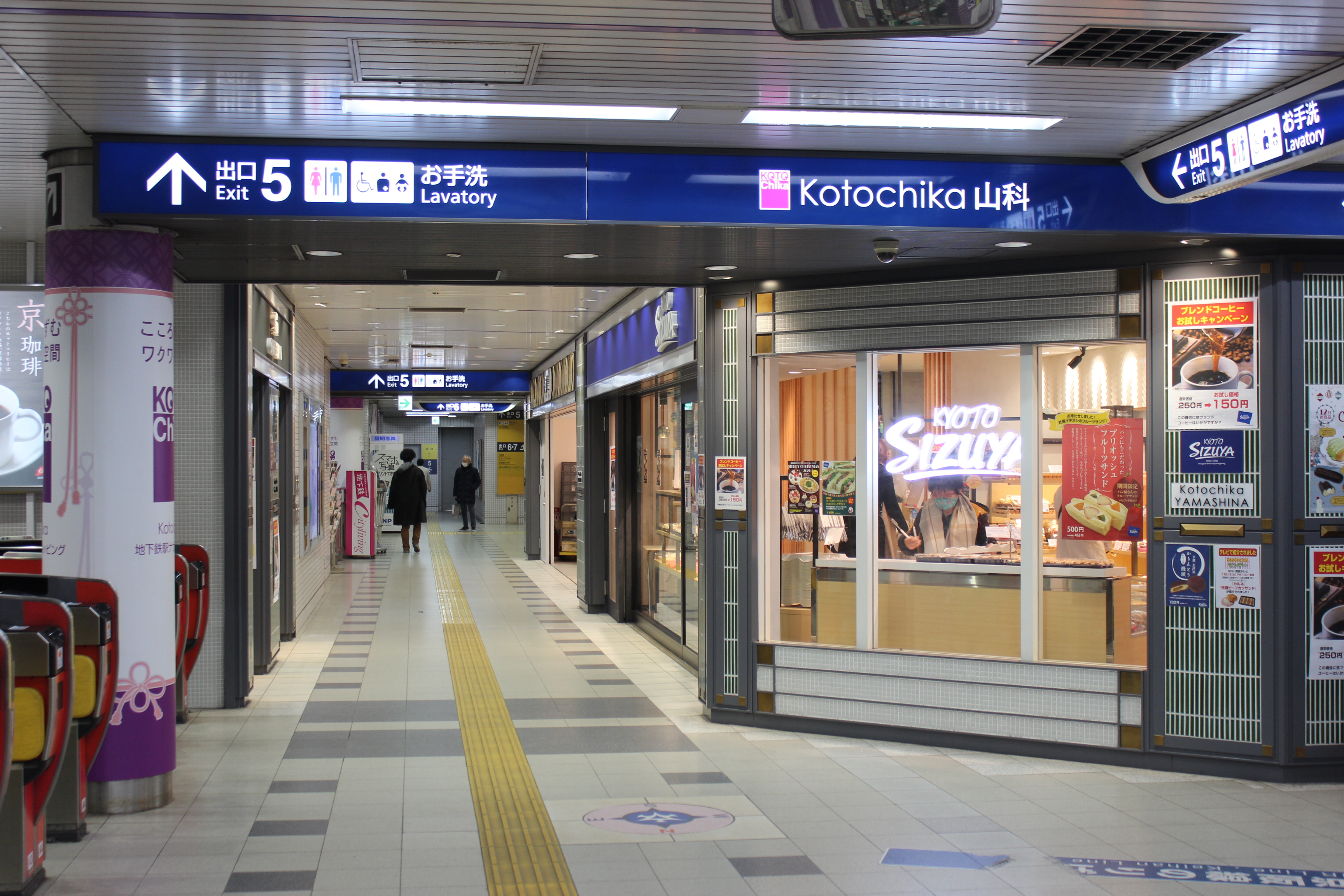
コトチカ山科（2020年12月）
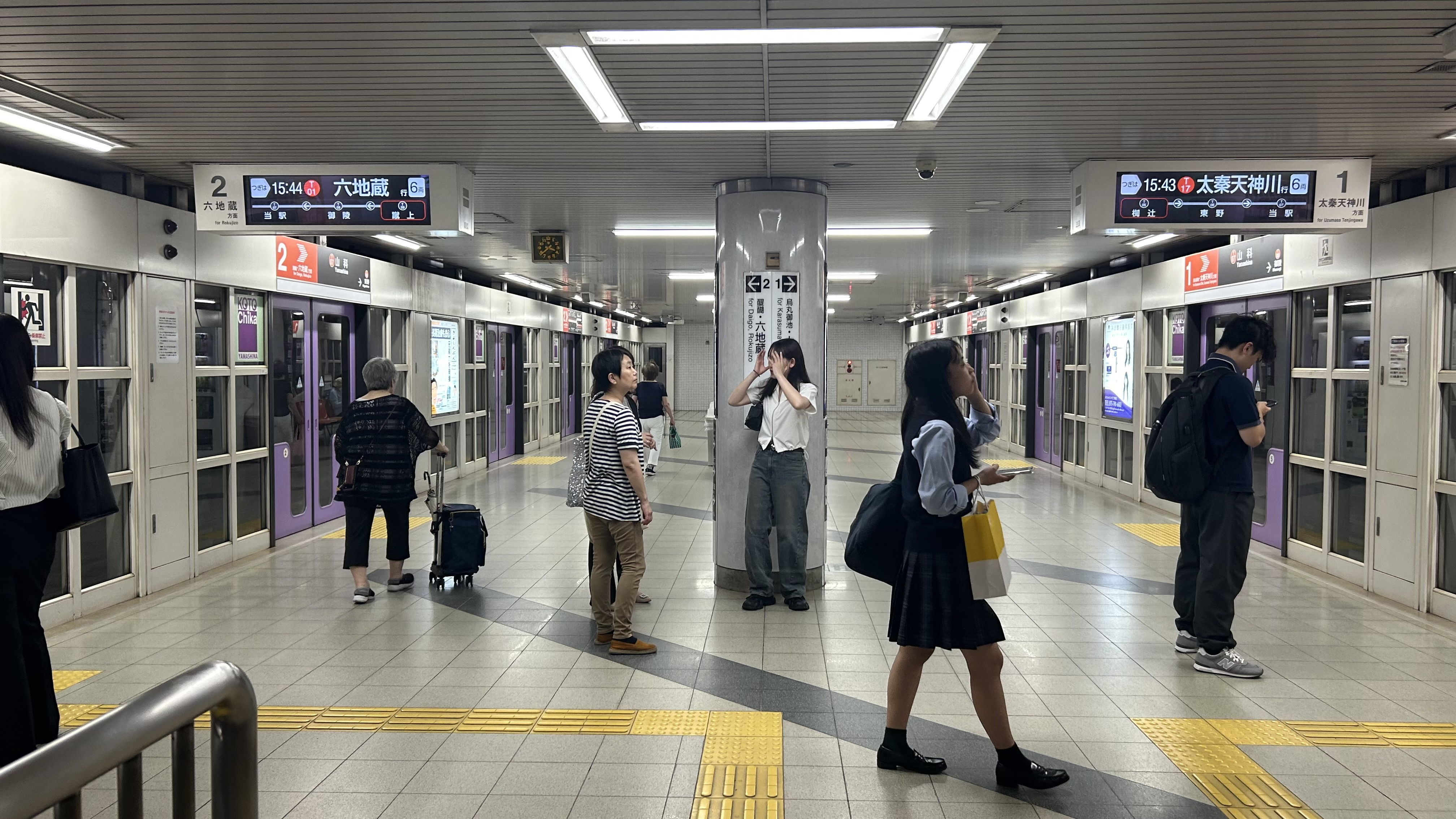
ホーム（2025年6月）
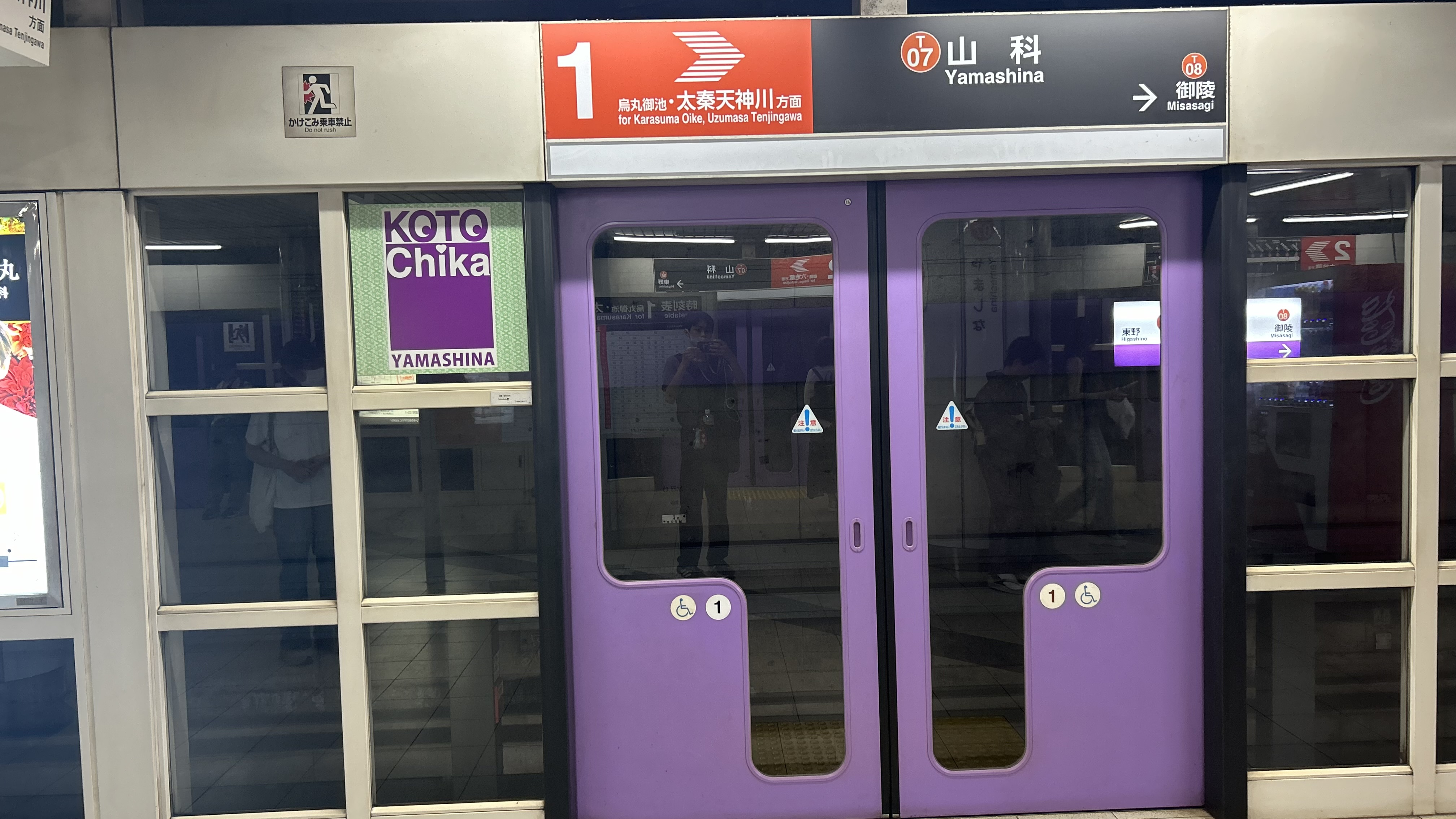
ホームドアと駅名標（2025年6月）

#### 出口
| 出口番号 | 方角 | 出口周辺                                                   | 接続改札 | 備考             |
| -------- | ---- | ---------------------------------------------------------- | -------- | ---------------- |
| 2        | -    | 京阪山科駅・山科駅前交番                                   | 改札口   | エレベーターあり |
| 1        | -    | JR・京阪山科駅・安祥寺・瑞光院・毘沙門堂・府立洛東高等学校 | 改札口   | エレベーターあり |
| 4        | 南   | ラクト山科                                                 | 改札口   |                  |
| 3        | 北   | ラクト山科                                                 | 改札口   |                  |
| 6        | 北西 | ラクト山科・山科図書館・竹鼻交番・京都薬科大学             | 改札口   |                  |
| 5        | 南   | 徳林庵                                                     | 改札口   |                  |
| 7        | 北東 | ラクト山科・京都市生涯学習総合センター山科                 | 改札口   |                  |

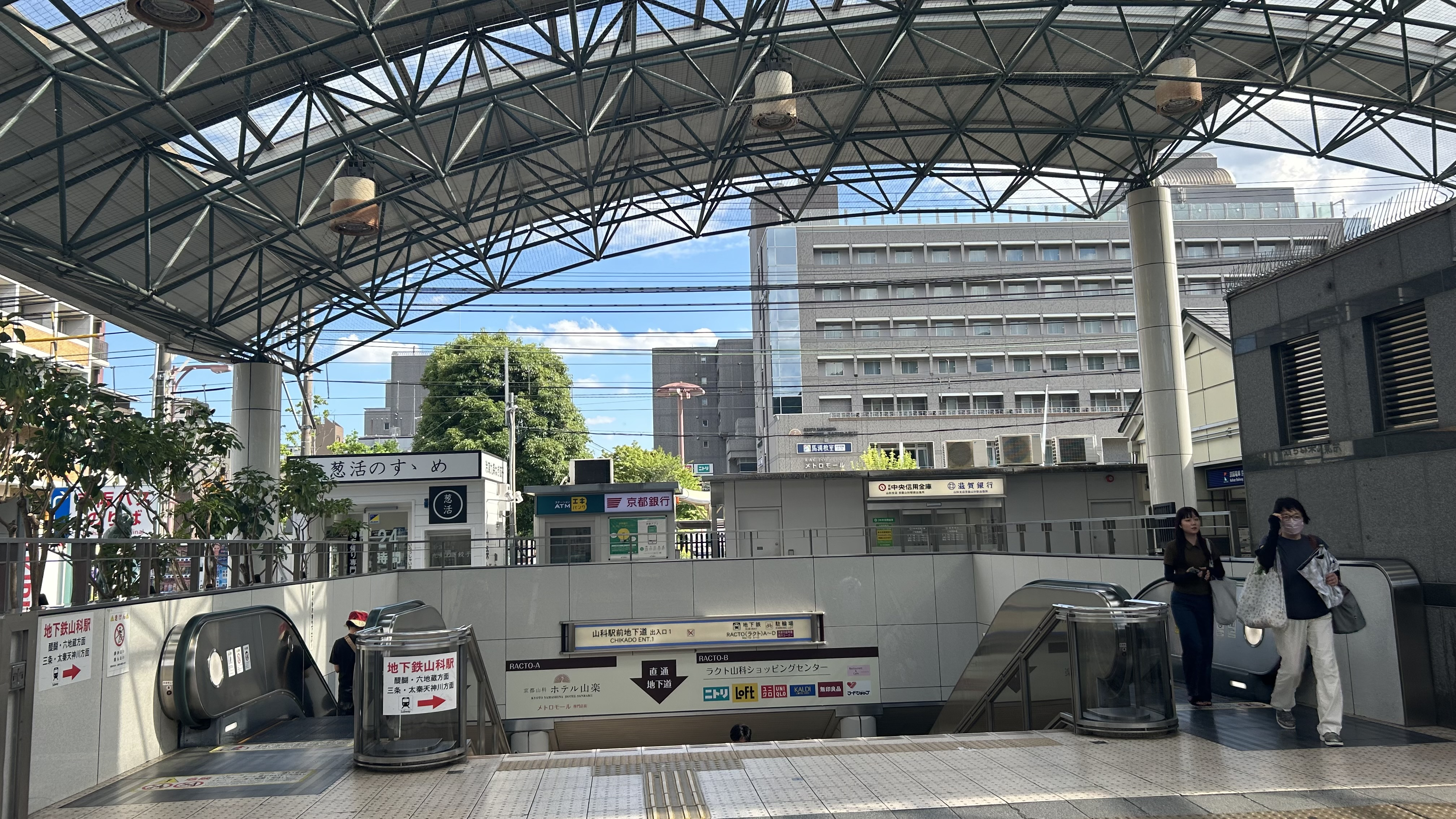
1番出入口 （2025年6月）
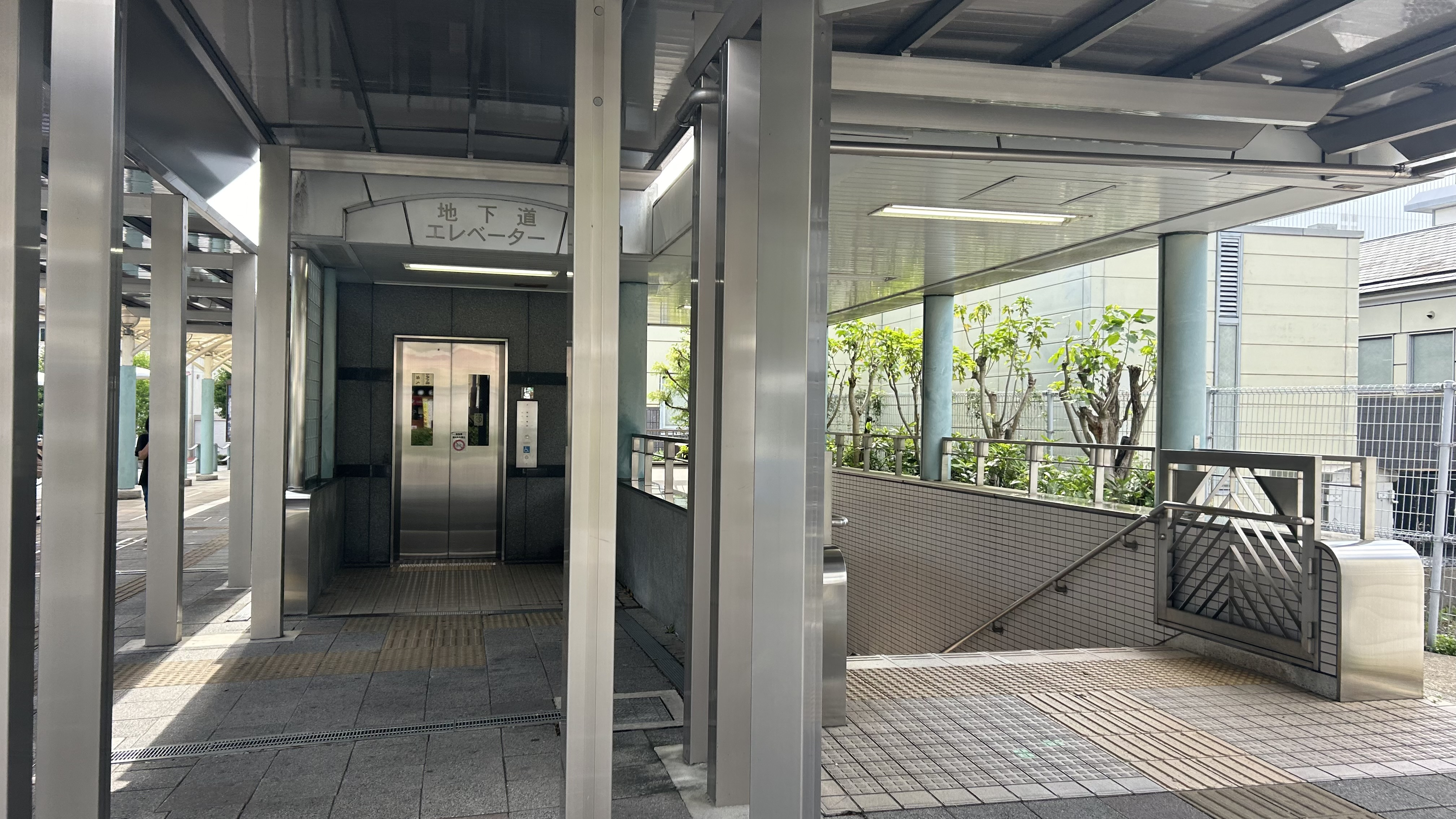
2番出入口 （2025年6月）
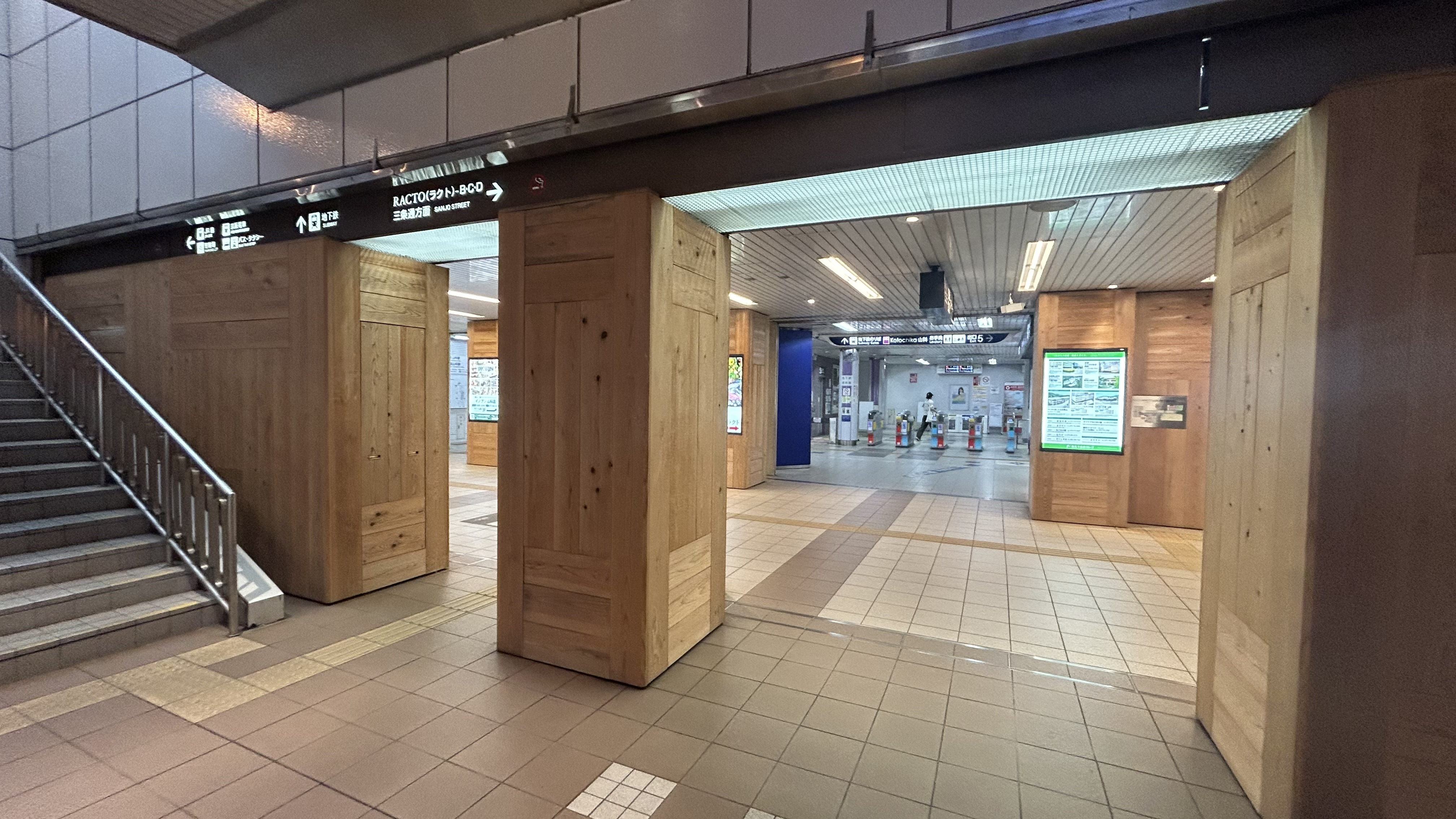
3番出入口 （2025年6月）
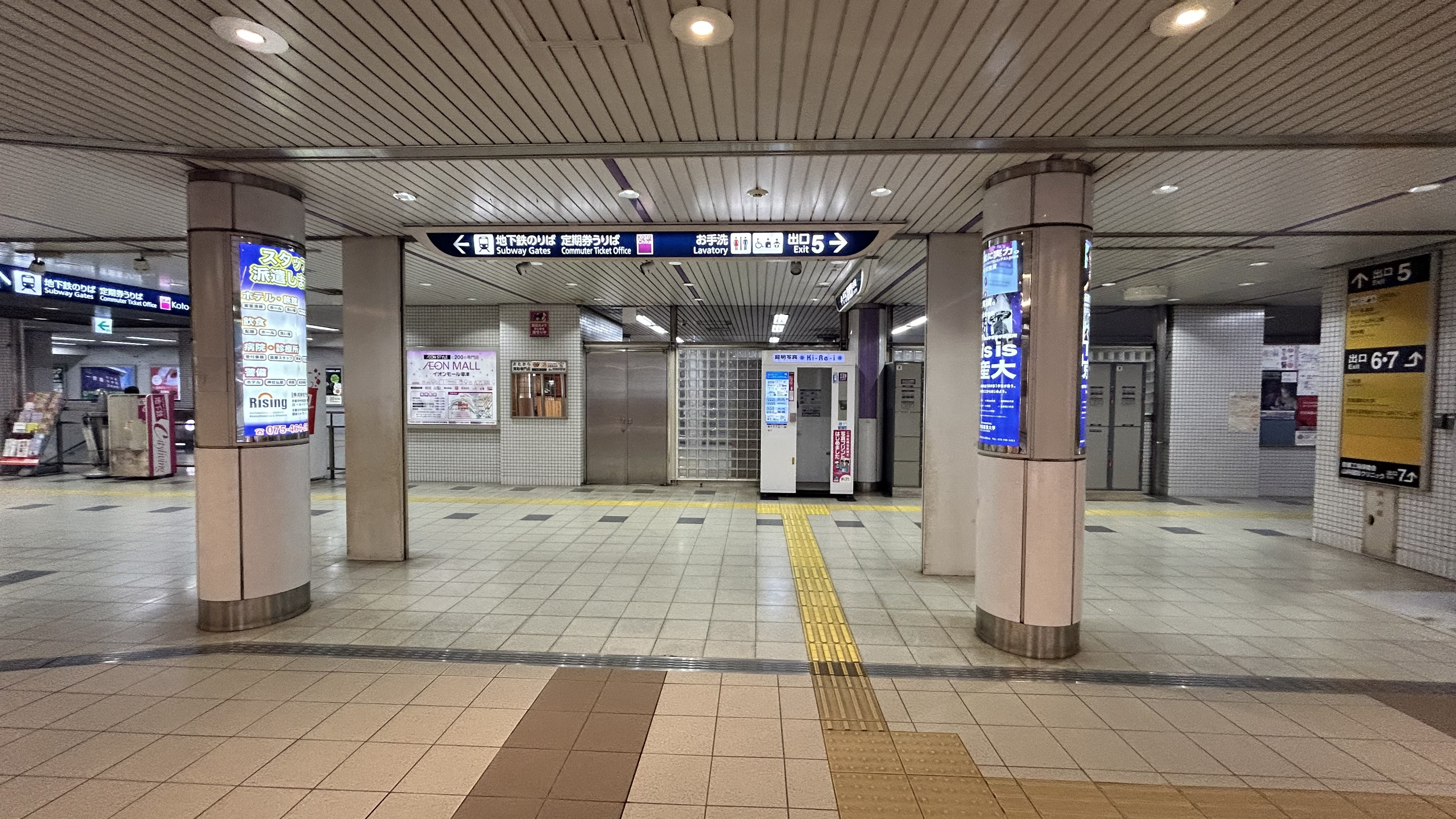
4番出入口 （2025年6月）
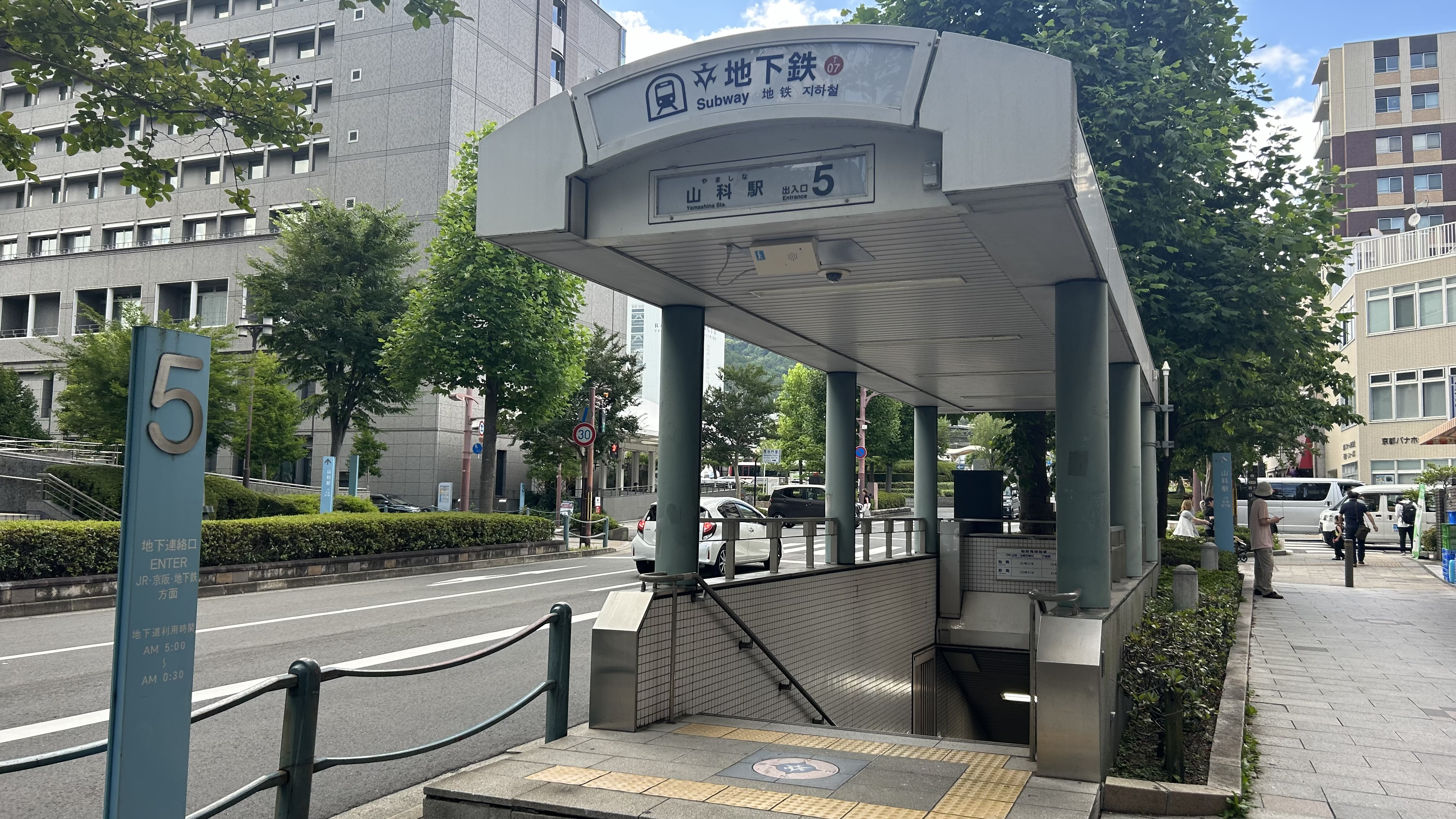
5番出入口 （2025年6月）
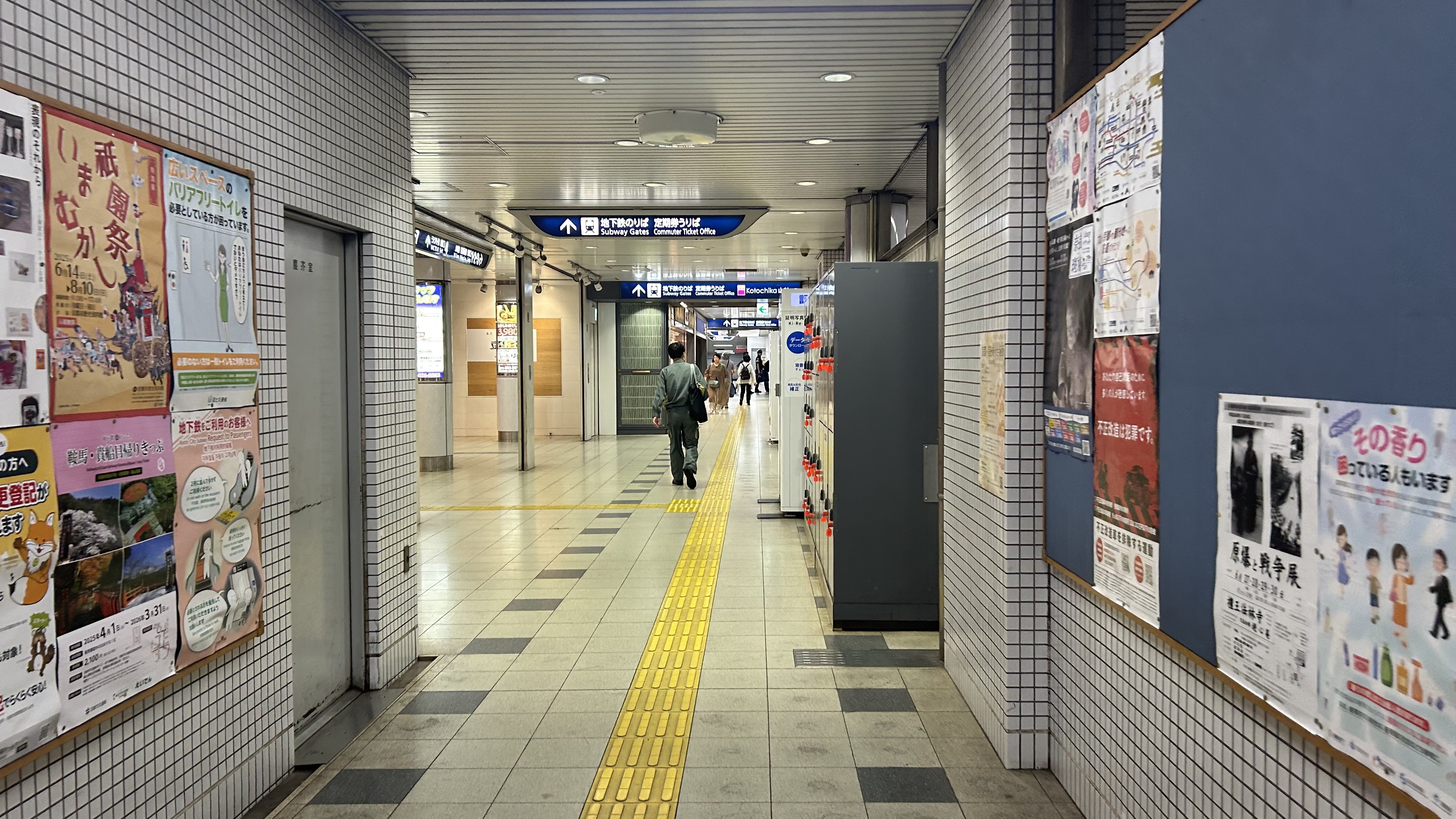
6・7番出入口 （2025年6月）

### 京阪電気鉄道
相対式ホーム2面2線を持つ地上駅。駅舎（改札口）は上下線ホームのびわ湖浜大津寄りにそれぞれ設けられており、互いのホームは構内踏切で連絡している。
かつては「びわこ号」用の追い抜き線が設置されていたが、撤去後は先発先着の平行ダイヤとなった。
大津線の他停留場と同様に、京阪本線系統の各駅への連絡乗車券は購入できない。但し、京都市営地下鉄烏丸線の丸太町駅や四条駅などへの連絡乗車券は購入可能であるため、誤購入防止のための注意書きがなされている。また大津線の各停留場では京都市営地下鉄東西線への連絡乗車券も購入可能であるが、当駅のみは東西線六地蔵駅方面への運賃が表示されておらず、東西線六地蔵駅方面を利用の際は地下鉄山科駅へ向かうように案内されている。東西線との共同使用駅である御陵駅については京津線経由のほうが運賃が安いため、地下鉄を利用する案内はなされず、大津線の運賃が表示されている。
この駅のすぐ南に京阪バスのターミナルがあり、山科各地の住宅地や醍醐・六地蔵方面への足となっている。同ターミナルは、かつては京阪の線路より北側のJR駅と挟まれた狭い場所にあったが、再開発にともなって移転した。

#### のりば
| のりば | 路線    | 方向 | 行先                     | 備考                         |
| ------ | ------- | ---- | ------------------------ | ---------------------------- |
| 1      | ▲京津線 | 下り | 三条京阪・太秦天神川方面 | 御陵駅より地下鉄東西線へ直通 |
| 2      | ▲京津線 | 上り | びわ湖浜大津方面         |                              |

- 2018年3月時点で、公式サイトの駅構内図では上記のようにのりば番号が表記されている。下りホームが南改札口側、上りホームが北改札口側である。
- 当初は1両長、次いで2両長のホームだったが、地下鉄東西線開業時に西方向に延伸され4両化された。

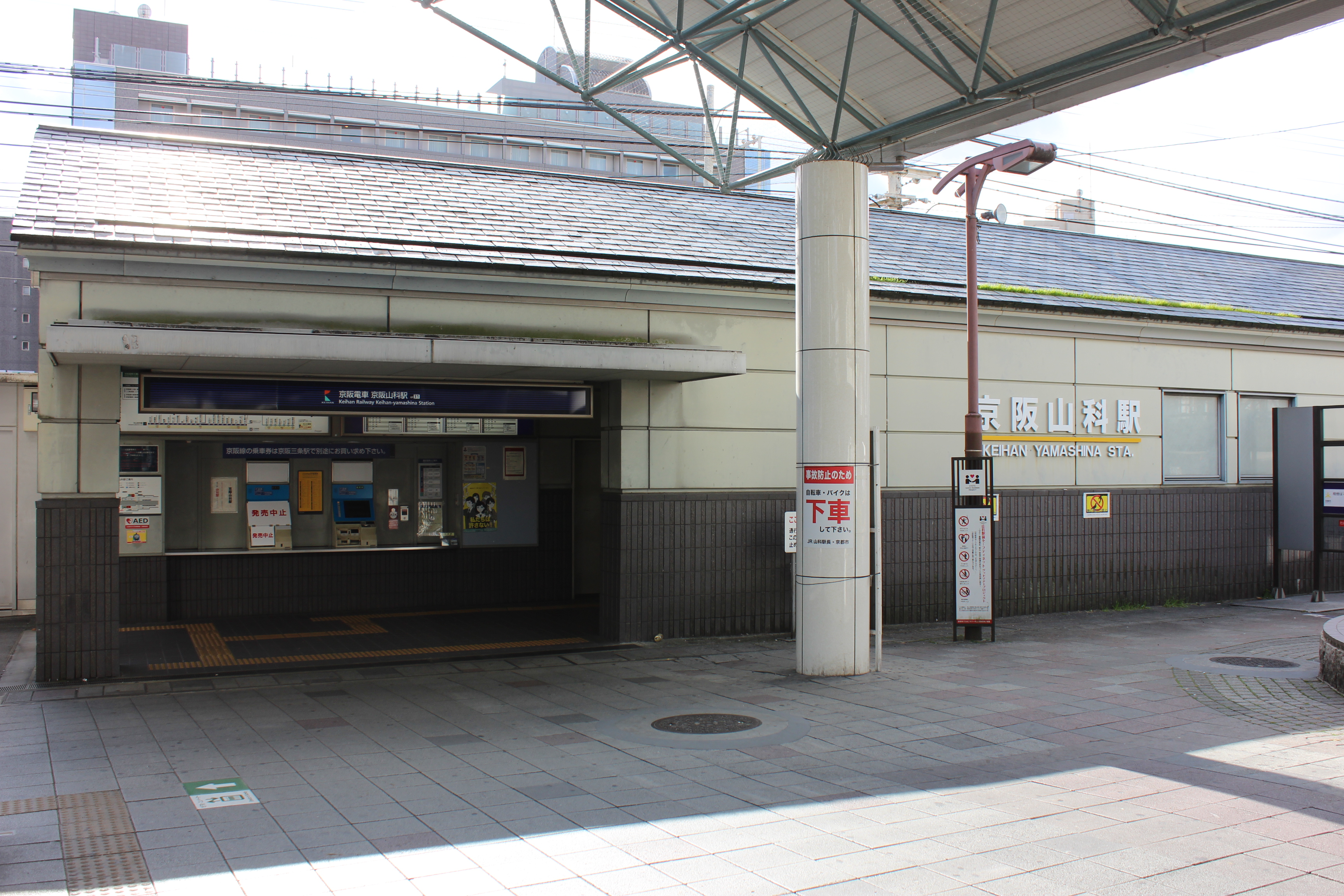
北出口・改札（2020年12月）
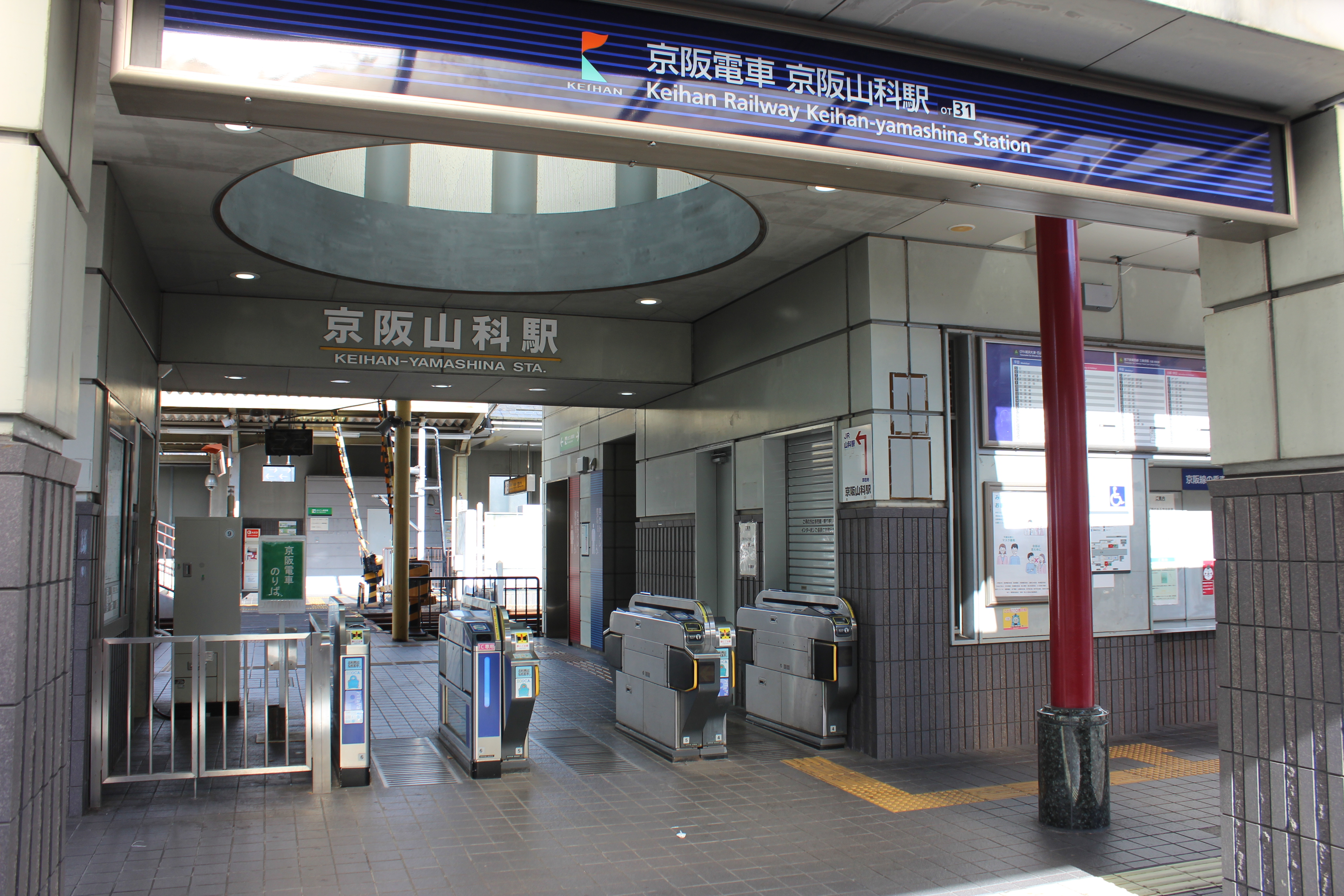
南出口・改札（2020年12月）
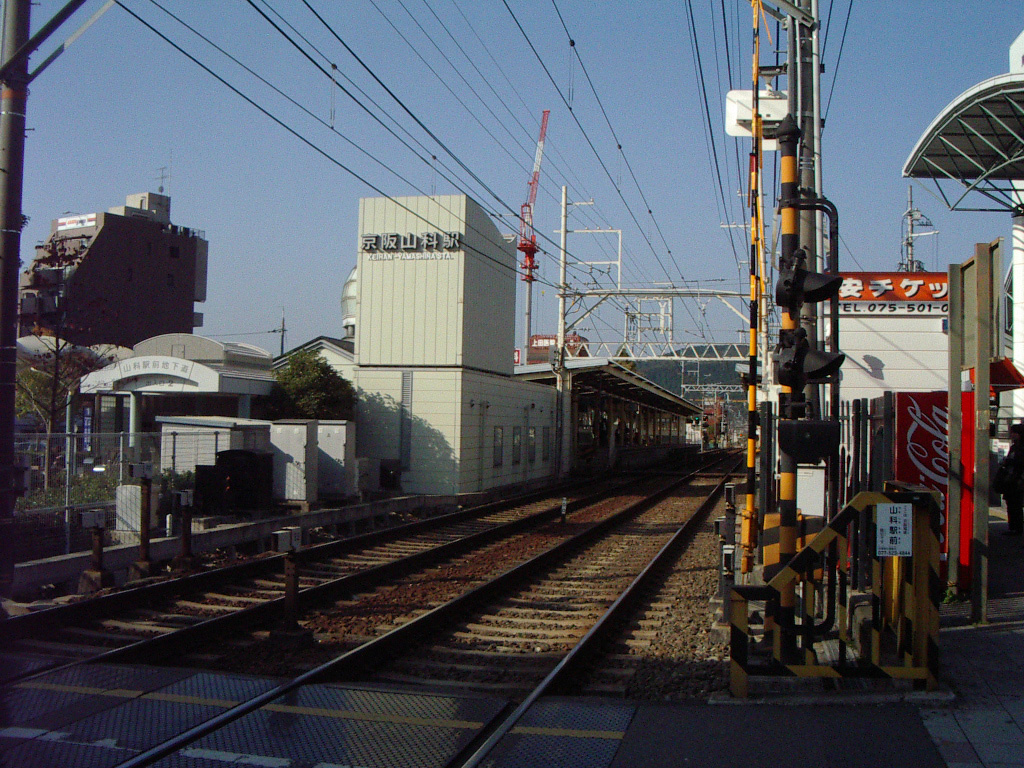
駅全景（2007年11月）
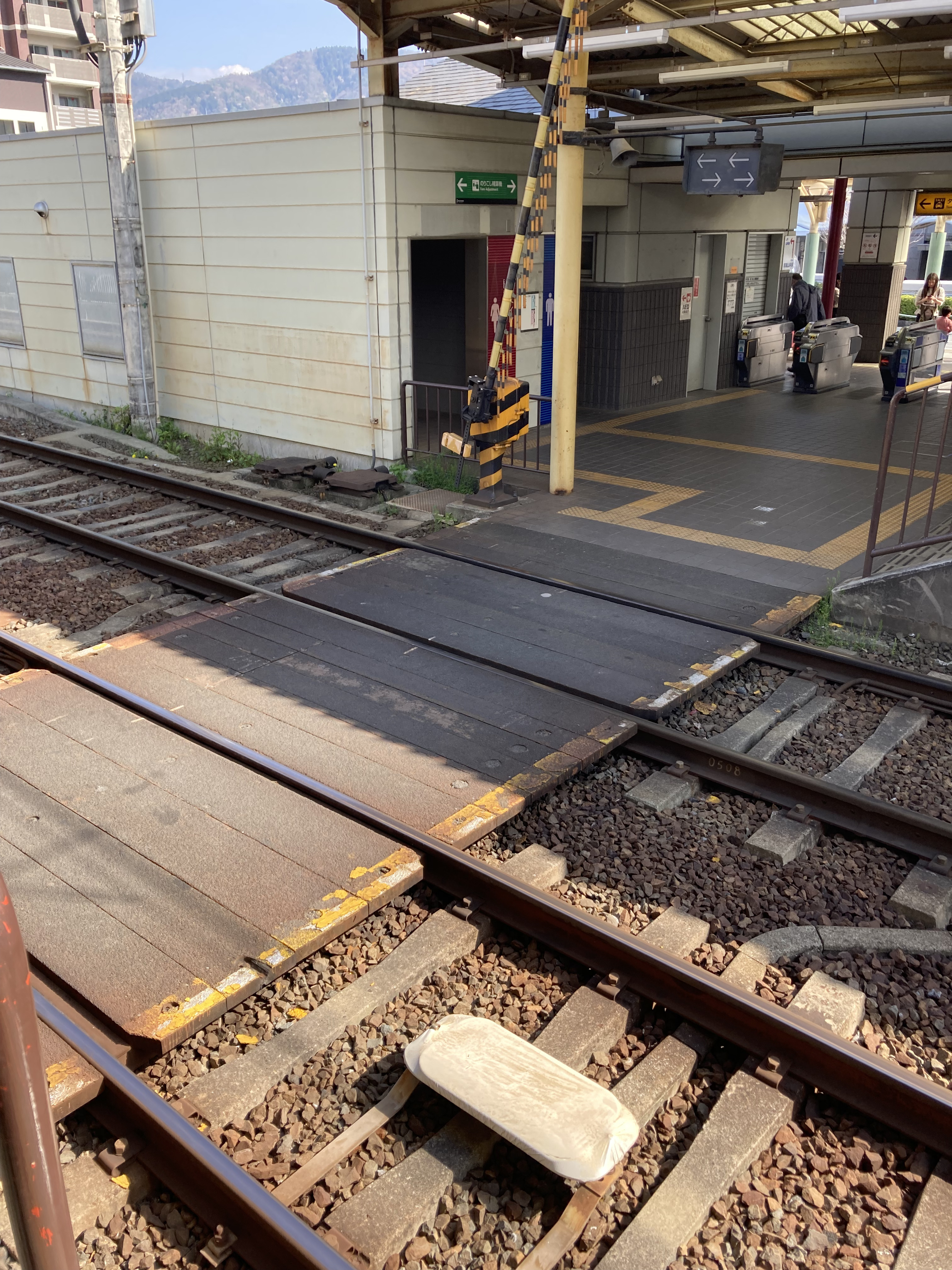
構内踏切（2023年3月）

## 利用状況
ベッドタウンとして都市化の進んだ山科区内唯一のJR駅で、京都・大阪方面への通勤通学客が多く、また滋賀県内の湖西線各駅・琵琶湖線各駅間の乗換客（特に高校生）も多い。草津延長運転の開始当初に通過していた新快速は、その後の利用客の増加や、湖西線から琵琶湖線への乗換利便性向上のため、のちに停車するようになった。さらに通勤客への対応のため、特急「はるか」・「らくラクびわこ」も停車するようになった。
一方地下鉄駅は、山科区内からの京都市中心部への通勤通学客のほか、JRから地下鉄経由の京都市中心部へ、あるいは地下鉄醍醐方面からのJRへの乗換利用客が多い。
京都市内にある駅であるものの、京都市内を網羅する京都市営バスの乗り入れが2021年まで行われなかった（同年に河原町三条 - 国道東野間の路線バスを新設）。山科区から伏見区にかけては京阪バスが路線網を構築しており、山科駅は京阪バスのターミナルのひとつとなっている。
JR西日本などは、2007年から市内のバスの渋滞を回避できるとして行楽客の京都市内移動に鉄道利用を促すPRを行っており、南禅寺や平安神宮など東山エリアへの観光地へは山科駅から地下鉄東西線利用を勧めている。ちなみに片道201キロを越える乗車券の場合「京都市内着」として当駅がそのまま利用でき、追加の運賃が必要ないが、近距離、特に大阪・神戸方面から来る場合は電車特定区間や特定区間運賃の対象から外れるため、京都駅で下車する場合に比べ運賃が高くなる。
- JR西日本 - 2023年度の1日平均の乗降人員は64,934人であり、JR西日本の駅としては第20位である。京都府内のJR西日本の駅で上位50位以内の駅は京都駅と当駅のみである[39]。
- 京都市営地下鉄 - 2024年度の1日平均の乗降人員は42,361人である[57]。
- 京阪電気鉄道 - 2009年11月10日の1日乗降人員は4,301人である[58]。

JR西日本の駅の1日平均乗車人員、ならびに京都市交通局の駅の1日平均乗車人員および乗降人員の推移は以下の通りである。
| 年度   | JR西日本         | 京都市営地下鉄   | 京都市営地下鉄   |
| 年度   | 1日平均 乗車人員 | 1日平均 乗車人員 | 1日平均 乗降人員 |
| ------ | ---------------- | ---------------- | ---------------- |
| 1999年 | 29,123           | 17,492           | 35,276           |
| 2000年 | 29,263           | 17,740           | 35,838           |
| 2001年 | 29,063           | 18,244           | 36,773           |
| 2002年 | 28,833           | 18,329           | 36,885           |
| 2003年 | 29,123           | 18,585           | 37,377           |
| 2004年 | 29,238           | 18,674           | 37,537           |
| 2005年 | 29,786           | 18,726           | 37,704           |
| 2006年 | 30,211           | 18,756           | 37,921           |
| 2007年 | 30,587           | 18,967           | 38,210           |
| 2008年 | 31,241           | 19,655           | 39,932           |
| 2009年 | 31,101           | 20,159           | 40,562           |
| 2010年 | 31,414           | 19,978           | 40,291           |
| 2011年 | 31,672           | 20,181           | 40,701           |
| 2012年 | 32,128           | 20,342           | 41,028           |
| 2013年 | 33,227           | 20,274           | 40,887           |
| 2014年 | 32,798           | 20,583           | 41,514           |
| 2015年 | 33,912           | 21,193           | 42,737           |
| 2016年 | 34,220           | 21,566           | 43,490           |
| 2017年 | 34,603           | 21,665           | 43,689           |
| 2018年 | 34,721           | 22,149           | 44,663           |
| 2019年 | 34,963           | 22,393           | 45,164           |
| 2020年 | 26,353           | 16,315           | 32,769           |
| 2021年 | 28,426           | 17,524           | 35,165           |
| 2022年 | 30,863           | 19,583           | 39,253           |
| 2023年 | 32,467           | 20,588           | 41,255           |
| 2024年 |                  |                  | 42,361           |

### 年度別1日平均乗車人員（1930年代—1940年代）
各年度の1日平均乗車人員は下表の通り。
| 年度               | 1日平均 乗車人員 |
| ------------------ | ---------------- |
| 1931年（昭和06年） | 920              |
| 1932年（昭和07年） | 1,207            |
| 1933年（昭和08年） | 1,207            |
| 1934年（昭和09年） | 1,236            |
| 1935年（昭和10年） | 1,041            |
| 1936年（昭和11年） | 1,524            |
| 1937年（昭和12年） | 1,392            |
| 1938年（昭和13年） | 1,494            |
| 1939年（昭和14年） | 1,609            |
| 1940年（昭和15年） | 1,877            |
| 1941年（昭和16年） | 1,601            |

## 駅周辺
駅南側は、真南に向かう京都外環状線沿いに、山科区の中心をなす商業・業務地区である。駅前には駅周辺再開発で誕生した商業施設「ラクト山科」（無印良品、ニトリ、UNIQLOなどが入居）がある。
駅のすぐ南を東西方向に走る細い道が旧三条通（旧東海道）であり、その一本南を新しい三条通（旧国道1号、現府道四ノ宮四ツ塚線）が通る。山科区唯一のJR駅であるため自転車利用者も多く、京都市の自転車駐車場（地下）だけで2,000台近く駐輪が可能である。
駅北側は低層の住宅地であり、その北の山麓に沿って琵琶湖疏水が流れる。さらに北には毘沙門堂門跡がある。
京阪山科駅を挟んで南にはロータリーが設置され、京阪バスほかの路線バスおよびタクシー乗り場がある。特に路線バス乗り場は、京都橘大学行きの直行バスが発着する朝の時間帯には、通学の学生の列が地下街まで延びるほど混雑する。
また、改札口東側に線路下を通る南北方向の歩行者用通路がある。

### 駅北側
- 毘沙門堂
- 琵琶湖疏水[2]
- 京都府立洛東高等学校

### 駅南側

#### ラクト山科
ホテル・ショッピングモール・地下駐車場・公共施設・住宅などが入居する複合施設。4棟からなる。主要テナントは以下の通り。 
- 無印良品京都山科（京阪流通システムズが運営）[63]
- ホテル山楽

#### その他の駅南側
- 旧三条通（旧東海道）、三条通（府道四ノ宮四ツ塚線）、京都外環状線（市道外環状線）
- 山科警察署山科駅前交番
- 山科図書館
- 京都薬科大学
- 京都お箸の文化資料館
- 餃子の王将 山科駅前店（客席数がわずか10しかなく、餃子の王将で最も客席数が少ない）

## バス路線
ロータリー内に「山科駅」停留所があり、京阪バスの各路線と高速夜行バスが運行されている。駅前には京阪バス山科駅案内所もある。
| 山科駅 | 山科駅            | 山科駅                                                           | 山科駅 |
| 乗り場 | 運行事業者        | 系統または路線名・行先                                           | 備考 |
| ------ | ----------------- | ---------------------------------------------------------------- | --- |
| 1      | 京阪バス          | 22・22A：京阪六地蔵 24・24A：合場川                              | 24：平日の夜遅く（22時台以降）に2便のみ運行。 24A：夜のみ運行（平日：2便、土曜・休日：3便）                           |
| ２     | 京阪バス          | 26・29：大宅 26A・直通（NS）：京都橘大学 29C・くるり山科：山科駅 | 直通（NS）：学休期は運休。 29C：片回り循環。西野山団地を経由し、山科駅に戻る。 くるり山科：片回り循環。均一運賃路線。 |
| 3      | 京阪バス          | 19：四条河原町 20：小山 21：大宅 48：藤尾・小金塚 循環：山科駅   | 19：三条通経由。 21：小山まで20と同じ経路で運行。 循環：鏡山地区を片回り循環。1日3便のみ運行。                        |
| 4      |                   |                                                                  | （降車専用） |
| 5      | 京阪バス 関東バス | 東京ミッドナイトエクスプレス京都号： 東京大手町                  | 高速（夜行） 東京ミッドナイトエクスプレス京都号：運休中                                                               |
| 5      | 千葉中央バス      | きょうと号（京都 - 上野・TDL線）： 鎌取駅                        | 高速（夜行） 東京ミッドナイトエクスプレス京都号：運休中                                                               |

付記事項
- かつては京阪バスが浜大津方面（旧東海道経由、46系統）および大津京駅方面（西大津バイパス経由、47系統[バス 5]）への路線バスを運行していたが、46系統は2006年7月1日[バス 6]、47系統は2018年10月1日に廃止された。
- 過去には、江若交通が運行する「深夜湖西急行バス」（堅田駅・小野駅方面方面行き）を金曜深夜（湖西線の終電後）に1便運行していたが[バス 7]、2020年3月13日の運行をもって運行終了となった[バス 8]。なお、同路線は（高速バス乗り場である）5番乗り場から発車していた[バス 9]。

## その他
- 京都市営地下鉄の山科駅は、第4回近畿の駅百選選定駅である。
- 山科駅から一本の列車で行くことができる「小野駅」は、滋賀県大津市（旧志賀町）にあるJR湖西線小野駅と、京都府京都市山科区にある京都市営地下鉄東西線小野駅の2つがあるが、この2駅は全く別の場所に存在している。どちらも小野氏に関係する地名に由来するが、前者は小野妹子に、後者は小野小町に関係する。
- 当駅には湖西線経由の特急サンダーバードが停車しないため、サンダーバードから大津方面へ乗り換え、または大津方面からサンダーバードへ乗り換えの時に限り分岐駅通過の特例により、当駅 - 京都駅間の区間外乗車が可能である（ただし京都駅での途中下車は不可）。

## 隣の駅
西日本旅客鉄道（JR西日本）
 琵琶湖線（東海道本線）
- 特急「はるか」「らくラクびわこ」停車駅

■新快速・■普通（京都駅または高槻駅以西は快速となる普通電車を含む）
大津駅 (JR-A29) - 山科駅 (JR-A30) - 京都駅 (JR-A31)
 湖西線（山科駅 - 京都駅間は東海道本線）
■新快速・■快速・■普通（普通電車は高槻駅以西は快速）
大津京駅 (JR-B29) - 山科駅 (JR-B30) - 京都駅 (JR-B31)
京都市営地下鉄
 東西線
東野駅 (T06) - 山科駅 (T07) - 御陵駅 (T08)
京阪電気鉄道
▲京津線
御陵駅 (T08) - 京阪山科駅 (OT31) - 四宮駅 (OT32)
- 括弧内は駅番号を示す。

### かつて存在した路線
鉄道省
東海道本線（旧線）
大谷駅 - 山科駅 - 稲荷駅

### 記事本文